# Slovenská autobusová doprava Trenčín
Slovenská autobusová doprava Trenčín (ve zkratce SAD Trenčín) je slovenská akciová společnost, která zajišťuje veřejnou autobusovou dopravu v okresech Trenčianského kraje.

## Historie
Firma původně patřila do ČSAD, odštěpného podniku v Novém Městě nad Váhom. Roku 1960 se ale osamostatnil pod názvem „Dopravný závod 811 Trenčín“. Se vznikem samostatné Slovenské republiky v roce 1993 došlo k přejmenování společnosti na „Slovenská autobusová doprava“ a o tři roky později se k názvu doplnil ještě přívlastek „štátny podnik“, tedy státní podnik. Během roku 2002 proběhla privatizace tohoto podniku a vznikla „Slovenská autobusová doprava Trenčín, akciová spoločnosť“

## Činnost
Podnik vypravuje autobusy především v okresech Trenčín, Považská Bystrica, Púchov, Ilava, Nové Mesto nad Váhom a Myjava. Vedle toho ve městech Trenčín a Nové Mesto nad Váhom provozuje i linky městské hromadné dopravy. Dále provozuje několik linek dálkové dopravy po území Slovenska a také jednu linku do Chorvatska.